# HD 44867
HD 44867，又名BD+16 1135，SAO 95641、HR 2302，是一颗恒星，视星等为6.33，位于銀經195.66，銀緯1.56，其B1900.0坐标为赤經6h 19m 6.9s，赤緯+16° 1.56′ 42″。